# Josef Hügi
Josef Hügi (23. ledna 1930 Riehen – 16. dubna 1995 Basilej) byl švýcarský fotbalista, hrající nejčastěji na pozici středního útočníka. Rodák z Riehenu u Basileje strávil většinu kariéry v místním FC Basel 1893, s nímž získal v roce 1953 mistrovský titul. Třikrát byl králem ligových střelců, 1952, 1953 spolu s Eugenem Meierem a 1954. Za švýcarskou reprezentaci odehrál 34 utkání a vstřelil 22 branek. Startoval na domácím mistrovství světa ve fotbale 1954, kde jeho tým postoupil do čtvrtfinále. Hügi vstřelil ve čtyřech zápasech šest branek (jednu v úvodním zápase proti Itálii, dvě v opakovaném střetnutí s Italy o postup ze skupiny a hattrick ve čtvrtfinále proti Rakousku, které Švýcaři prohráli 5:7) a dělil se o druhé místo v tabulce střelců šampionátu s Němcem Maxem Morlockem a Rakušanem Erichem Probstem. V roce 1962 vstřelil v přátelském utkání proti Francii, které skončilo vítězstvím 6:2, pět branek, což je rekord švýcarského národního týmu. Po ukončení hráčské kariéry působil jako trenér.